# Hyssopus officinalis
El hisopo (Hyssopus officinalis) es una planta herbácea nativa de Europa meridional, el Medio Oriente y las costas del mar Caspio. Se utiliza como hierba aromática y como medicinal por sus propiedades como antitusivo, expectorante y antiséptico.

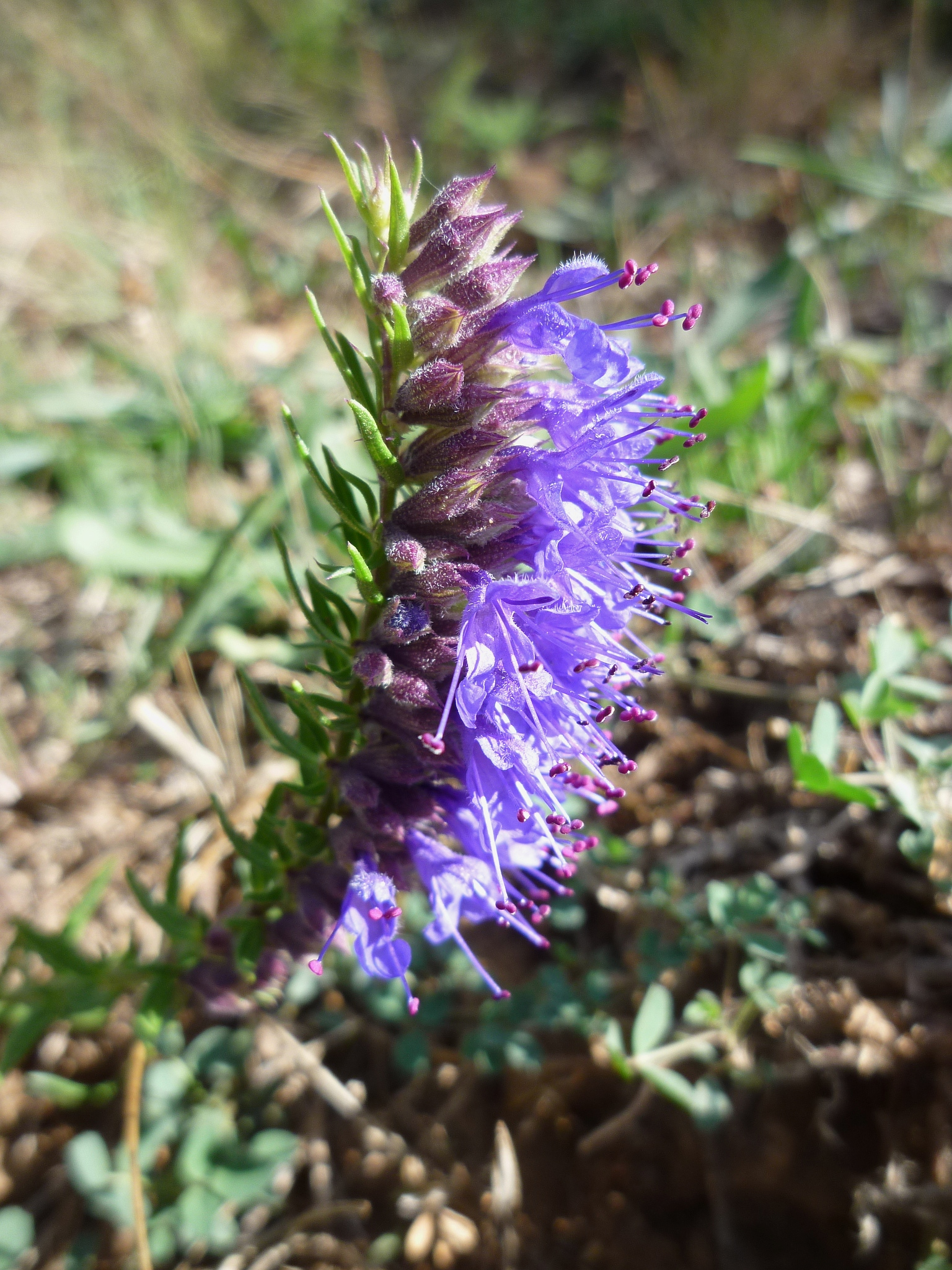
Inflorescencias

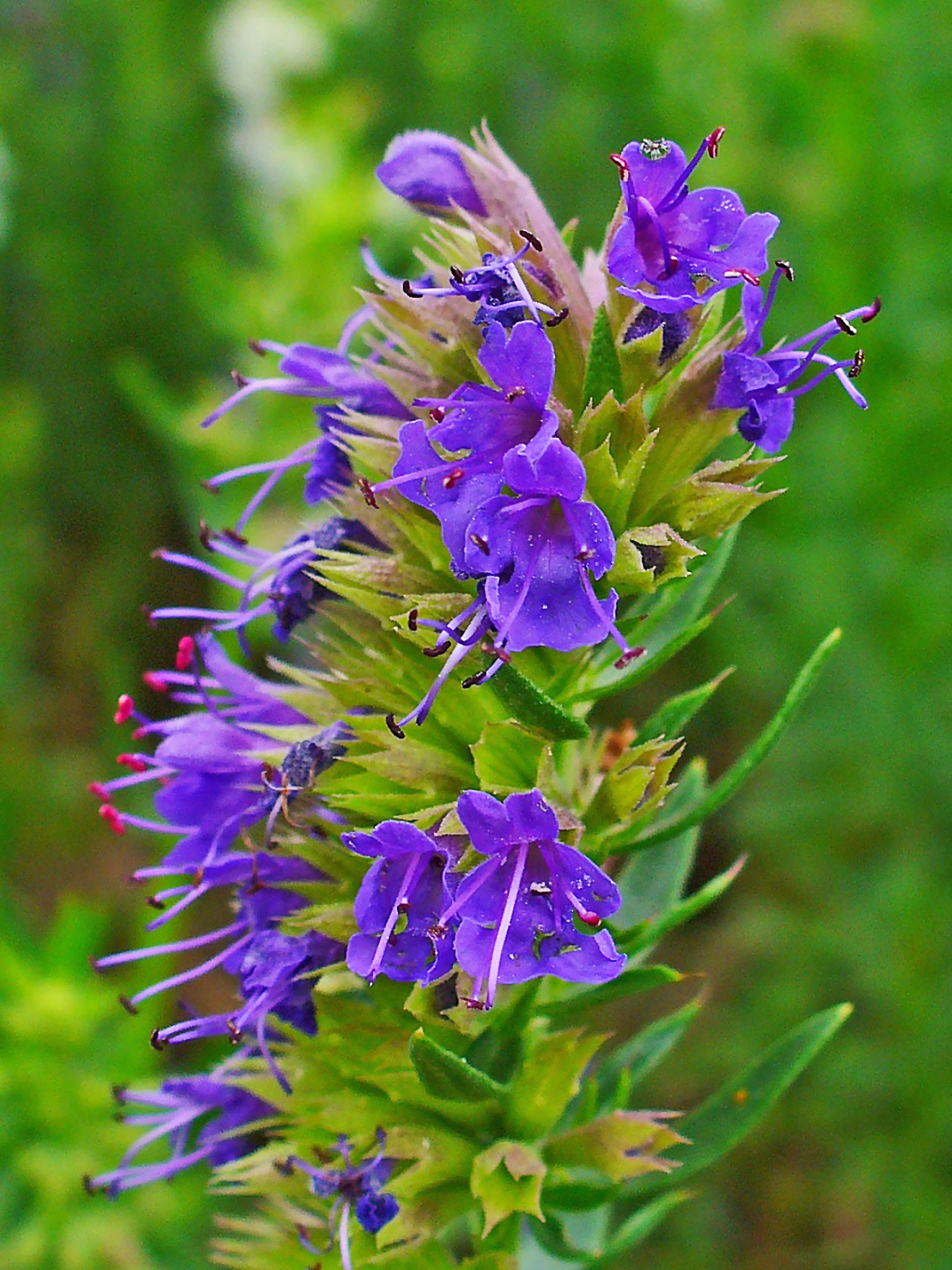
Flores

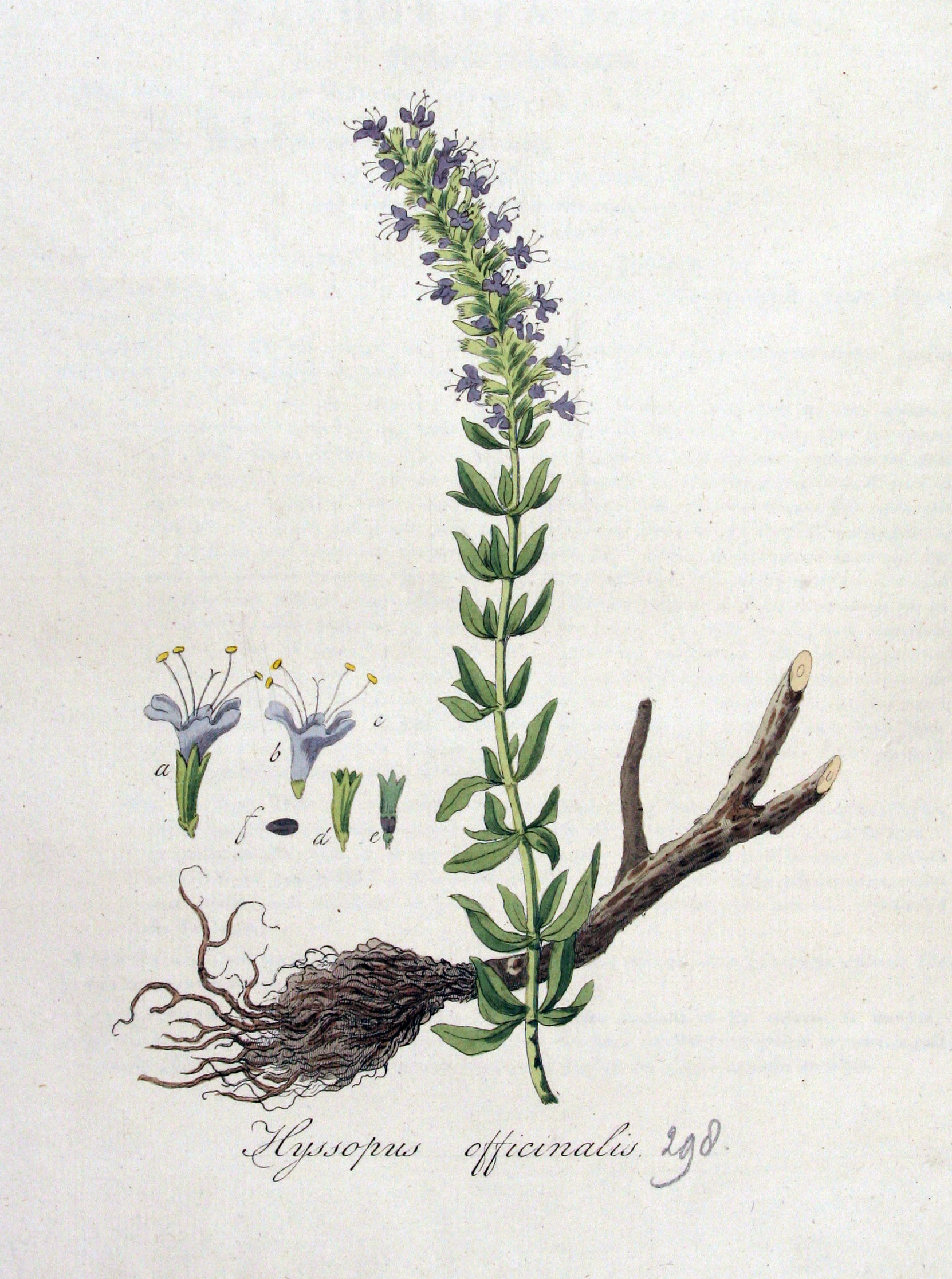
Ilustración

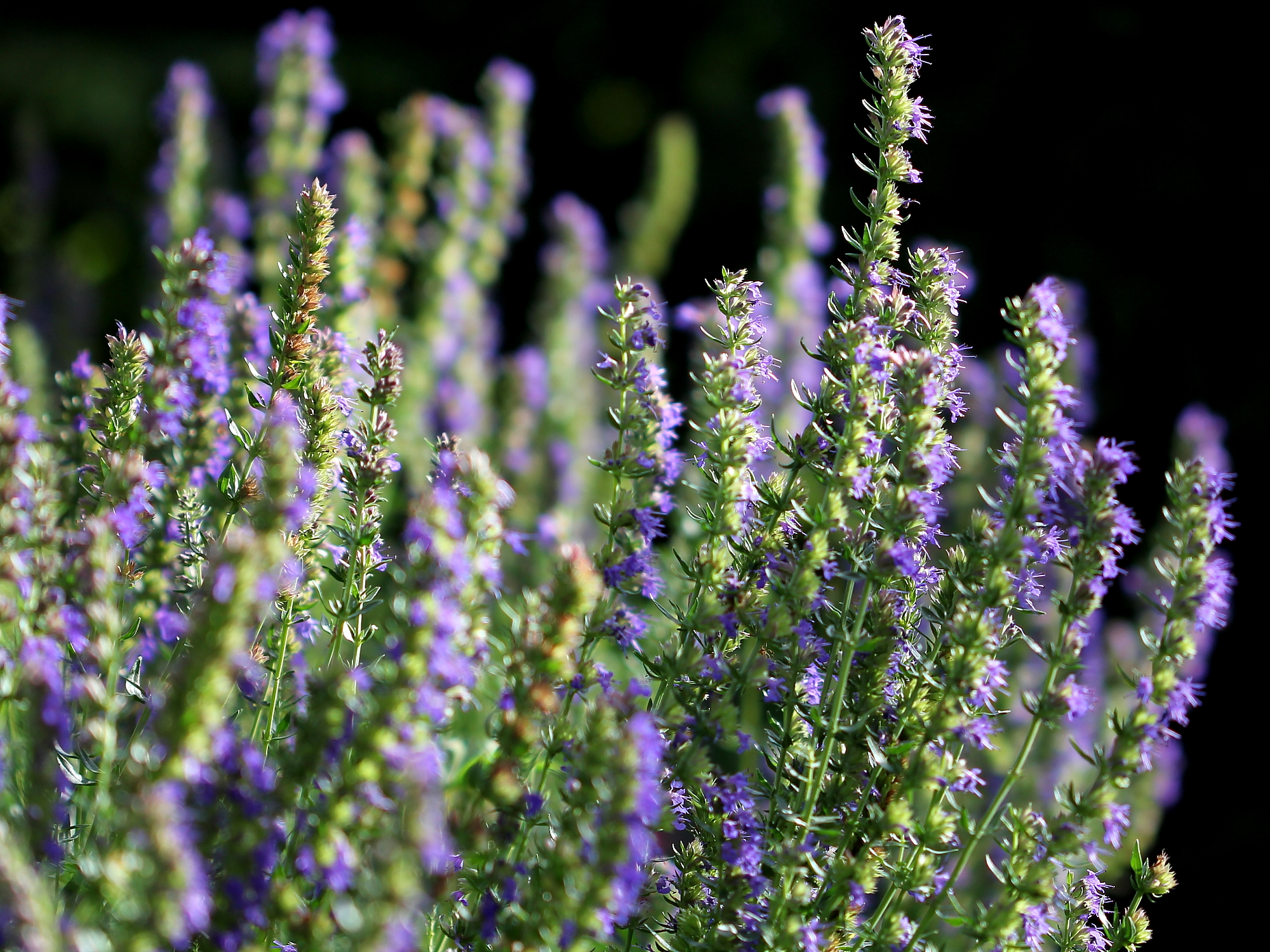
Vista de la planta

## Características
El hisopo es una mata o subarbusto vivaz, de unos 30 a 60 cm de altura. El tallo lignifica en la base, de donde brotan numerosas ramificaciones muy rectas, vellosas en el extremo distal. Las hojas son opuestas, enteras, lineal a lanceoladas, sésiles o apenas pecioladas, glandulosas, a veces pubescentes por ambas caras, de color verde oscuro y unos 2 a 2,5 cm de largo.
En verano produce inflorescencias en forma de densas espigas terminales de flores rosadas, azules o más raramente blancas, muy fragantes; dan lugar a un fruto en forma de aquenio oblongo.

## Historia y cultivo
La planta se considera en uso desde la Antigüedad preclásica; su nombre en Occidente es una adaptación directa del griego υσσοπος, tomado a su vez del hebreo esob. El hisopo ya aparece nombrado como hierba aromática en el Tanaj hebraico, y en el Evangelio según san Juan es la planta en la que los legionarios que custodian la cruz de Jesús de Nazaret ensartan la esponja embebida en vinagre que le dan de beber.
Es una especie rústica, que resiste bien las sequías y tolera suelos tanto arcillo-arenosos, como francos y calcáreos, siempre que cuente con buen drenaje. Requiere mucho sol y clima cálido.
Puede reproducirse por semilla entre mediados de otoño y comienzos de primavera, plantándose primero en almácigos y luego trasplantando a unos 70 x 60 cm de distancia entre plantas, por simple división de matas ya existentes, o por estacas; para esto último se separan ramas ya lignificadas y con varias yemas poco antes de la floración, plantándose en canteros bien abonados y húmedos hasta que produzcan raíces. Una vez desarrolladas las yemas exteriores pueden trasplantarse a su ubicación definitiva.

## Cosecha
Si bien toda la planta es intensamente aromática, se cosecha preferentemente en época de floración para aprovechar las sumidades floridas; en condiciones óptimas puede obtenerse una cosecha a fines de primavera y otra a inicios del otoño. 
Una vez cortados los tallos, se colocan a desecar en suspensión o en capas delgadas sobre material que permita el drenaje en sitio fresco, seco y bien ventilado, dando vuelta al material varias veces. Es preferible no exponer al sol directo para evitar la decoloración y la oxidación de los componentes. Ya secas, al cabo de unos seis días, se deshojan o trocean con el tallo incluido. El material seco se eleva a un tercio aproximadamente del peso de lo cosechado y para su almacenamiento se guarda en contenedores estancos, pudiendo guardarse hasta 18 meses.
La planta fresca es apreciada sin desecar en gastronomía. Puede también obtenerse una esencia por destilación de la planta fresca al vapor.

## Usos
La planta se utiliza como melífera en apicultura, produciendo una excelente miel rica en aroma.
Es el ingrediente básico del za'atar en el Levante.
Las hojas se usan como condimento aromático. Tienen un sabor ligeramente amargo por los taninos que contienen y un intenso aroma mentolado. Se usan con moderación por su intensidad. Se emplean también en licores y son parte de la fórmula del Chartreuse.
Como planta medicinal posee propiedades balsámicas, expectorantes y antitusivas gracias a su contenido en marrubina. Contiene también tuyona y fenoles, de propiedades antisépticas, aunque la alta concentración de la primera y su contenido en la cetona pinocanfeno —estimulante del sistema nervioso central— puede provocar reacciones epileptizantes en dosis elevadas. Se ha usado como colirio y colutorio.
Tiene efecto estimulante de la digestión.

## Composición
La dosis de aceite esencial en la planta fresca es de un 3 a 9 ‰. Los principales componentes de este son el cineol, el ß-pineno y varios monoterpenos bicíclicos, sobre todo L-pinocanfeno, isopinocanfeno y pinocarvona.
Contiene además diosmina y diosmetina, flavonoides con propiedades venotónicas y antiedematosas, varios fenoles (ácido cafeico, rosmarínico) y varios ácidos triterpenoides (ursólico y ácido oleanólico), así como colina.

## Taxonomía
Hyssopus officinalis fue descrita por Carlos Linneo y publicado en Species Plantarum 2: 569. 1753.
Variedades y Sinonimia
- Thymus hyssopus E.H.L.Krause in J.Sturm, Deutschl. Fl., ed. 2, 11: 172 (1903).

subsp. aristatus (Godr.) Nyman, Consp. Fl. Eur.: 587 (1881). Del oeste y centro del Mediterráneo.
- Hyssopus aristatus Godr., Mém. Acad. Stanislas, III, 3: 106 (1850).

subsp. austro-oranensis Maire, Bull. Soc. Hist. Nat. Afrique N. 7: 273 (1882). del Norte de África.
subsp. canescens (DC.) Nyman, Consp. Fl. Eur.: 587 (1881). Del sudoeste del Mediterráneo.
- Hyssopus canescens (DC.) Nyman, Consp. Fl. Eur.: 587 (1881), pro syn.
- Hyssopus cinerascens Jord. & Fourr., Brev. Pl. Nov. 2: 92 (1868).
- Hyssopus cinereus Pau, Not. Bot. Fl. Españ. 1: 23 (1888).

subsp. montanus (Jord. & Fourr.) Briq., Lab. Alp. Mar.: 386 (1893). Sur de Europa y de la Rusia europea.
- Hyssopus montanus Jord. & Fourr., Brev. Pl. Nov. 2: 90 (1868).
- Hyssopus cretaceus Dubj., Spisok Rast. Gerb. Russk. Fl. Bot. Muz. Imp. Akad. Nauk 5: 51 (1905).

subsp. officinalis. De Europa hasta Irán.
- Hyssopus altissimus Mill., Gard. Dict. ed. 8: 3 (1768).
- Hyssopus ruber Mill., Gard. Dict. ed. 8: 2 (1768).
- Hyssopus hirsutus Hill, Veg. Syst. 16: 56 (1770).
- Hyssopus myrtifolius Desf., Tabl. École Bot.: 58 (1804).
- Hyssopus angustifolius M.Bieb., Fl. Taur.-Caucas. 2: 38 (1808).
- Hyssopus orientalis Adam ex Willd., Enum. Pl.: 599 (1809).
- Hyssopus caucasicus Spreng. ex Steud., Nomencl. Bot. 1: 423 (1821).
- Hyssopus schleicheri G.Don ex Loudon, Hort. Brit.: 233 (1830).
- Hyssopus fischeri Steud., Nomencl. Bot., ed. 2, 1: 795 (1840).
- Hyssopus alopecuroides Fisch. ex Benth. in A.P.de Candolle, Prodr. 12: 252 (1848).
- Hyssopus decumbens Jord. & Fourr., Brev. Pl. Nov. 1: 46 (1866).
- Hyssopus beugesiacus Jord. & Fourr., Brev. Pl. Nov. 2: 91 (1868).
- Hyssopus polycladus Jord. & Fourr., Brev. Pl. Nov. 2: 90 (1868).
- Hyssopus pubescens Jord. & Fourr., Brev. Pl. Nov. 2: 91 (1868).
- Hyssopus recticaulis Jord. & Fourr., Brev. Pl. Nov. 2: 90 (1868).
- Hyssopus vulgaris Bubani, Fl. Pyren. 1: 408 (1897).
- Hyssopus judaeorum Sennen, Bol. Soc. Ibér. Ci. Nat. 32: 22 (1933 publ. 1934).
- Hyssopus torresii Sennen, Bol. Soc. Ibér. Ci. Nat. 32: 23 (1933 publ. 1934).
- Hyssopus passionis Sennen & Elias, Bol. Soc. Ibér. Ci. Nat. 32: 21 (1934).[5]

## Nombres comunes
- Castellano: hisopillo de dos órdenes, hisopillo húmedo, hisopo, hisopo real, hysopo, isopo, isopo hortelano, rabillo, rabillo de gato de los colmeneros.[6]